# Bothrops erythromelas
Espèce
Synonymes
- Bothropoides erythromelas (Amaral, 1923)

Statut de conservation UICN

 LC  : Préoccupation mineure
Bothrops erythromelas est une espèce de serpents de la famille des Viperidae.

## Répartition
Cette espèce est endémique du Brésil. Elle se rencontre dans les États d'Alagoas, de Bahia, de Ceará, de Minas Gerais, de Paraíba, de Pernambouc, de Piauí, de Rio Grande do Norte, du Sergipe et dans l'Est du Maranhão.

## Description
L'holotype de Bothrops erythromelas mesure 540 mm dont 65 mm pour la queue. Cette espèce a la tête brun foncé. Son dos est brun roux avec une série de taches triangulaires brune ou noir et sa face ventrale jaunâtre finement moucheté de brun et présentant une série de points noirs sur les côtés. C'est un serpent venimeux.

## Étymologie
Son nom d'espèce, du grec ancien ἐρυθρός, érythrós, « rouge », μέλας, mélas, « noir », et  lui a été donné en référence à sa livrée.

## Publication originale
- Amaral, 1923 : New genera and species of snakes. Proceedings of the New England Zoological Club, vol. 8, p. 85-105 (texte intégral).